# Föderalagentur für Nuklearkontrolle
Die Föderalagentur für Nuklearkontrolle (FANK; französisch Agence Fédérale de Contrôle Nucléaire, AFCN; niederländisch Federaal Agentschap voor Nucleaire Controle, FANC) ist die belgische Atomaufsichtsbehörde. Die 1994 gegründete Behörde hat ihren Sitz in Brüssel und ist für die Überwachung der belgischen Kernreaktoren zuständig.

## Kernkraftwerke
In Belgien gibt es sieben Druckwasserreaktoren an zwei Kernkraftwerkstandorten. Alle werden von Electrabel betrieben:
- Kernkraftwerk Tihange (57 km westsüdwestlich des Aachener Stadtgebiets) – drei Reaktoren
- Kernkraftwerk Doel (15 km nördlich von Antwerpen) – vier Reaktoren

## Behördenleitung
Von 2006 bis Ende 2012 leitete Willy De Roovere (* 1946) die FANK. Er hatte zuvor etwa 30 Jahre bei Electrabel gearbeitet. Er war am Bau von drei Reaktoren am Standort Doel beteiligt; im Jahr 1989 wurde er Leiter des Blocks 3 von Doel.
Seit Januar 2013 leitet Jan Bens die Behörde. Er war zuvor (1978 bis 2007) bei dem Atomkraftwerkbetreiber Electrabel beschäftigt, leitete von 2004 bis 2008 die Atomanlage Doel und wurde anschließend Vizedirektor des Weltverbands der Kernkraftwerksbetreiber (WANO). Gleichwohl äußerte die belgische Innenministerin Joëlle Milquet 2013: „Wir haben es mit einer unabhängigen Aufsichtsbehörde zu tun, und wir haben keinerlei Möglichkeit, uns einzumischen.“

## Kritik
Zwei der sieben Druckwasserreaktoren haben jeweils tausende Risse in ihren Druckbehältern. Block 3 des Kernkraftwerks Doel wurde deshalb im August 2012 vorübergehend abgeschaltet, ebenso Block 2 des Kernkraftwerks Tihange. Die belgische Zeitung De Morgen legte Willy De Roovere einen Zeitungsbericht vom 5. Januar 1980 über kleine Risse in den Druckbehältern vor. De Roovere äußerte, er erinnere sich daran nicht mehr. Der Bericht belegt, dass die Risse vor Inbetriebnahme der Reaktoren bekannt waren.  De Morgen weist auf Interessenkonflikte hin, die entstehen, wenn Mitarbeiter eines beaufsichtigten Unternehmens zur Aufsichtsbehörde wechseln oder sogar deren Leitung übernehmen. 

## Finanzierung
Die Föderalagentur für Nuklearkontrolle wird u. a. durch jährliche Abgaben der Erlaubnishalter (u. a. Kraftwerksbetreiber), Gebühren und Geldbußen finanziert.